# Llista d'universitats d'Israel
Hi ha nou universitats a Israel. A més, hi ha diverses desenes d'escoles universitàries i altres instituts superiors, així com desenes d'extensions universitàries a l'estranger. Totes elles són acadèmicament supervisades pel Consell per a l'Ensenyament Superior d'Israel (CHEI, per les seves sigles en anglès).

## Universitats
Les universitats oficials d'Israel són enumerades a continuació, seguides pel seu acrònim en anglès, domini d'internet, la data de la seva fundació, les dades més recents sobre el nombre d'estudiants i la classificació acadèmica que ocupa entre les universitats del món, segons la web webometrics.info, la Universitat Jiao Tong de Shanghai, i la revista Times Higher Education. Totes les universitats, a excepció de l'Institut Weizmann i la Universitat Oberta respectivament, ofereixen de manera alterna la gamma completa de nivells universitaris per a pregrau i postgrau; L'Institut Weizmann de Ciències no ofereix llicenciatures, mentre que la Universitat Oberta d'Israel no ofereix títols de doctorat.
| Institució                                 | Domini Internet                                      | Fundada | Estudiants    | Rànquing acadèmic mundial (WebOMetrics, SJTU, THES) |
| ------------------------------------------ | ---------------------------------------------------- | ------- | ------------- | --------------------------------------------------- |
| Universitat Hebrea de Jerusalem (HUJI)     | huji.ac.il                                           | 1918    | 22.600 (2003) | 131, 60, 77                                         |
| Technion (Institut de Tecnologia d'Israel) | technion.ac.il Arxivat 2009-05-28 a Wayback Machine. | 1924    | 13.000 (2005) | 198, 101-152, 194                                   |
| Institut Weizmann de Ciències (WIS)        | weizmann.ac.il                                       | 1949    | 700 (2006)    | 346, 101-152, N/A                                   |
| Universitat Bar-Ilan (BIU)                 | biu.ac.il                                            | 1955    | 32.000 (2005) | 570, 301-400, N/A                                   |
| Universitat de Tel-Aviv (TAU)              | tau.ac.il                                            | 1956    | 29.000 (2005) | 266, 101-152, 188                                   |
| Universitat de Haifa                       | haifa.ac.il                                          | 1963    | 13.000 (2005) | 604, 401-500, N/A                                   |
| Universitat Ben-Gurion del Nègueb (BGU)    | bgu.ac.il                                            | 1969    | 17.300 (2005) | 448, 301-400, N/A                                   |
| Universitat Oberta d'Israel                | openu.ac.il                                          | 1974    | 39.000 (2005) | 1893, N/A, N/A                                      |
| Universitat d'Ariel                        | ariel.ac.il/en                                       | 1982    | 14.000 (2011) | N/A                                                 |

## Escoles universitàries
Hi ha també instituts i escoles universitàries, que ofereixen llicenciatures (i en alguns casos postgraus), i són anomenats colleges (en hebreu: מכללות) (transliterat: michlalot). Hi ha també més de vint universitats i seminaris de formació de professorat, la major part només poden concedir el títol de magisteri.
| Institució                                   | Ciutat            | Pàgina web                  |
| -------------------------------------------- | ----------------- | --------------------------- |
| Academic Center for Law and Science          | Hod HaSharon      | www.en.mishpat.ac.il/       |
| Ahva Academic College                        | Ahva              | www.english.achva.ac.il/    |
| Al-Qasemi Academic College of Education      | Baqa al-Gharbiyye | www.qsm.ac.il/              |
| Ashkelon Academic College                    | Ascaló            | www.aac.ac.il/en/           |
| Beit Berl Academic College                   | Beit Berl         | www.beitberl.ac.il/         |
| Center for Academic Studies                  | Or Yehuda         | www.mla.ac.il/              |
| College of Education Givat Washington        | Guivat Washington | www.washington.ac.il/       |
| College of Management Academic Studies       | Rishon LeZion     | www.english.colman.ac.il/   |
| Hemdat HaDarom Academic College of Education | Netivot           | www.hemdat.ac.il/           |
| Herzog College                               | Alon Shvut        | www.herzog.ac.il/           |
| Holon Institute of Technology                | Holon             | www.hit.ac.il/en            |
| IDC Herzliya                                 | Herzliya          | www.idc.ac.il/en/           |
| Kinneret College on the Sea of Galilee       | Mar de Galilea    | www.kinneret.ac.il/web/en/  |
| Max Stern Yezreel Valley College             | Vall de Jizreel   | www.yvc.ac.il/en/           |
| Ohalo College                                | Katzrin           | www.ohalo.ac.il/            |
| Ono Academic College                         | Kiryat Ono        | www.ono.ac.il/              |
| Oranim Academic College                      | Kiryat Tiv'on     | www.oranim.ac.il/sites/heb/ |
| ORT Braude College of Engineering            | Karmiel           | www.braude.ac.il/english/   |
| ORT Kfar Saba College                        | Kfar Saba         | www.ks.ort.org.il/          |
| ORT Kiryat Bialik College                    | Kiryat Bialik     | www.kb.ort.org.il/          |
| Ruppin Academic Center                       | Kfar Monash       | www.ruppin.ac.il/           |
| Sapir Academic College                       | Sederot           | www.sapir.ac.il/en          |
| Tel-Hai Academic College                     | Tel Hay           | www.telhai.ac.il/           |
| Western Galilee Academic College             | Acre              | www.wgalil.ac.il/           |
| Zefat Academic College                       | Safed             | www.iataskforce.org/        |

### Escoles a Beerxeba
| Institució                              | Pàgina web                  |
| --------------------------------------- | --------------------------- |
| Israeli Air Force Technological College | www.techni-bs.iscool.co.il/ |
| Kaye Academic College of Education      | www.kaye-college.org/       |
| Sami Shamoon College of Engineering     | www.en.sce.ac.il/           |

### Escoles a Haifa
| Institució                                 | Pàgina web         |
| ------------------------------------------ | ------------------ |
| Gordon College of Education                | www.gordon.ac.il/  |
| Shaanan Religious College of Education     | www.shaanan.ac.il/ |
| WIZO Haifa Academy of Design and Education | www.wizodzn.ac.il/ |

### Escoles a Jerusalem
| Institució                                            | Pàgina web                      |
| ----------------------------------------------------- | ------------------------------- |
| Acadèmia Bezalel d'Art i Disseny                      | www.bezalel.ac.il/en/           |
| Acadèmia de Música i Dansa de Jerusalem               | www.jamd.ac.il/en               |
| Azrieli College of Engineering                        | www.english.jce.ac.il           |
| BYU Jerusalem Center for Near Eastern Studies         | www.jerusalemcenter.ce.byu.edu/ |
| David Yellin College of Education                     | www.dyellin.ac.il/              |
| Efrata College of Education                           | www.emef.ac.il/                 |
| Emunah Appleman College of Arts and Technology        | www.emuna.emef.ac.il/           |
| Escuela de Cine y Televisión Sam Spiegel              | www.jsfs.co.il/                 |
| Hadassah Academic College                             | www.hac.ac.il/en/               |
| Jerusalem University College                          | www.juc.edu/                    |
| Lev Academic Center - Jerusalem College of Technology | www.jct.ac.il/en                |
| Lifshitz College of Education                         | www.lif.ac.il/                  |
| Michlalah Jerusalem College                           | www.michlala.edu/               |
| ORT Jerusalem College                                 | www.joc.ort.org.il/             |
| Shalem College                                        | www.shalem.ac.il/en/            |

### Escoles a Netanya
| Institució                  | Pàgina web                     |
| --------------------------- | ------------------------------ |
| Israel College of the Bible | www.biblecollege.co.il/        |
| Netanya Academic College    | www.netanya.ac.il/englishsite/ |
| ORT Hermelin College        | www.hermelin.ort.org.il/       |

### Escoles a Ramat Gan
| Institució                                     | Pàgina web           |
| ---------------------------------------------- | -------------------- |
| Beit Zvi School of the Performing Arts         | www.beit-zvi.com/    |
| College of Law and Business                    | www.clb.ac.il/en/    |
| Shenkar College of Engineering, Design and Art | www.shenkar.ac.il/en |

### Escoles a Rehovot
| Institució            | Pàgina web              |
| --------------------- | ----------------------- |
| ORT Rehovot College   | www.rehovot.ort.org.il/ |
| Peres Academic Center | www.pac.ac.il/          |

### Escoles a Tel-Aviv
| Institució                                        | Pàgina web               |
| ------------------------------------------------- | ------------------------ |
| Academic College of Tel Aviv - Yaffo              | www.int.mta.ac.il/       |
| Afeka College of Engineering                      | www.english.afeka.ac.il/ |
| Kibbutzim College of Education, Technology & Arts | www.en.smkb.ac.il/       |
| Levinsky College of Education                     | www.levinsky.ac.il/      |
| ORT Singalovsky College                           | www.s.ort.org.il/        |